# Кармело Ентони
Кармело Ентони (енгл. Carmelo Anthony; Бруклин, 29. мај 1984) бивши је амерички професионални кошаркаш, који је играо је на позицији крила.
Изабрали су га Денвер нагетси као трећег пика на НБА драфту 2003. године. Ентони је 10 пута учествовао на НБА Ол-стар мечу. Са америчком репрезентацијом има три злата са Олимпијских игара - 2008. у Пекингу, 2012. у Лондону и 2016. у Рио де Жанеиру. Један је од најбољих кошаркаша данашњице, поготову у нападу.

## Биографија

### Детињство и младост
Ентони је рођен, као син Порториканца и Афорамериканке, у Бруклину. У периоду од две године, Ентони је изгубио оца који је умро од рака па се у осмој години преселио у Балтимор. На улицама Балтимора Ентони је присуствовао бројним тучама, убиствима, али се он ипак држао спорта и породице који су га на крају одвели на прави пут.

### Средња школа
Похађао је средњу школу „Towson Catholic High School“. Током лета 2000. године, Ентони је нарастао преко 12 цм, па је својим сјајним играма постао познат у својој четврти. Године 2001. године добио је награду за играча године по избору дневних новина „The Baltimore Sun“ и награду за играча године Балтимор католичке лиге. На својој четвртој години средње школе, Ентони је затражио премештај и преместио се у средњу школу „Oak Hill Academy“. Током боравка у средњој школи Оук Хил, Ентони је добио већи број награда.

### Универзитет
Након средње школе, Ентони се одлучио на похађање универзитета Сиракјуз. Играјући само једну сезону на универзитету, Ентони је остварио сјајну универзитетску каријеру. Током сезоне 2002/03. Ентони је просечно постизао 22,1 поена и 10 скокова и преводио је своју екипу у поенима, скоковима али и одиграним минутима. У полуфиналној утакмици против универзитета Тексас, Ентони је убацио 33 поена те је тиме поставио рекорд по броју поена у сезони као бруцош. У финалној утакмици НЦАА такмичења, против универзитета Канзас, Ентони је постигао 22 поена и 10 скокова те својој екипи осигурао прву НЦАА титулу. За своје заслуге, Ентони је награђен наградом за најкориснијег играча НЦАА финала и наградом за најбољег играча НЦАА такмичења. Ентонијев тренер, Џим Боехим, прогласио је Ентонија најбољим универзитетским играчем у историји. Иако је Ентони имао у плану остати на универзитету још барем 2 до 3 сезоне, одлучио је да напусти универзитет будући да је већ све остварио па се због тога пријавио на NBA драфт 2003. Ентони је своју универзитетску каријеру закључио скором 30-5, освајањем НЦАА такмичења, изабирањем за НЦАА бруцоша сезоне и Биг Ист Конференције бруцоша године.

## NBA каријера

### Сезона 2003/04.
Изабран је као трећи избор, иза Леброна Џејмса и Дарка Миличића, на NBA драфту 2003. од стране Денвер Нагетса. Свој професионални деби у NBA лиги, Ентони је остварио 29. октобра 2003. у победи, 80:72, над Сан Антонио Спарсима. Ентони је утакмицу завршио са 12 поена, 7 скокова и 3 асистенције. Већ у шестом наступу, Ентони је постигао више од 30 поена и тиме је постао други најмлађи играч иза Кобија Брајнта (19 година и 151 дан) с тим учинком. 9. фебруара 2004. Ентони је у победи, 86:83, над Мемфис Гризлисима постигао 22 поена те је тиме постао трећи најмлађи играч са више од 1000 поена у једној NBA сезони. 13. фебруара 2004. Ентони је остварио наступ на утакмици рукија на NBA Ол-стар викенду где је у 30 одиграних минута постигао 17 поена, 3 скока и 5 асистенција. Дана 30. марта 2004. Ентони је у утакмици са Сијетл Суперсониксима постигао 41 поен и тиме поставио рекорд клуба по броју постигнутих поена у једној утакмици од стране новајлије. Такође је постао други најмлађи играч (19 година и 305 дана) са више од 40 поена у једној NBA утакмици. Након што је у априлу добио награду за новајлију Западне конференције, Ентони је постао четврти играч који је освојио свих шест награда за новајлију месеца у сезони. Пре њега то су исто остварили Дејвид Робинсон, Тим Данкан и Леброн Џејмс.
Такође проглашен је два пута играчем недеље, у периоду од 10. март 2004. до 14. март 2004. и од 6. априла 2004. до 10. априла 2004, те је једногласно изабран у најбољу петорку новајлија. Ентони је своју дебитантску сезону завршио са просеком од 21 поена, 6,1 скокова и 2,8 асистенција те је завршио као други, иза Леброна Џејмса, у поретку за новајлију године. Пре доласка Ентонија, Нагетси су сезону завршили са скором 17-65, а већ идуће сезоне, понајвише захваљујући Ентонију, Нагетси остварују скор 43-39 и осмо место у Западној конференцији. Тим успехом, Ентони је постао први играч, после Дејвида Робинсона и сезоне 1989/90., Који је већ у првој сезони одвео своју екипу до плејофа. У првом кругу плејофа, Нагетси су се сусрели с првопласираним Минесота Тимбервулвсима који су их победили у пет утакмица. У свом првом наступу у плејофу, Ентони је постигао 19 поена, 6 скокова и 3 асистенције, али то није било довољно за победу у првој утакмици јер су Тимбервулвси били бољи резултатом 106:92.

### Сезона 2004/05.
У својој другој сезони, Ентони је одиграо све 82 утакмице и просечно постизао 20,8 поена (19. у NBA лиги). Дана 4. децембра 2004, у утакмици против Мајами Хита, постао је трећи најмлађи играч, иза Леброна Џејмса и Кобија Брајанта, с постигнутих 2000 и више поена у једној NBA сезони. Као и претходне сезоне, наступио је у руки челенџ (енгл. Rookie Challenge) утакмици и предводио тзв. софоморе са 31 поеном, 5 скокова, 2 асистенције и 2 украдене лопте. Проглашен је за најкориснијег играча утакмице. Својим сјајним партијама и у регуларном делу помогао је Нагетсима да остваре бољи резултат него претходне сезоне тј. 49 победа и 33 пораза. Нагетси су завршили на седмом месту у Западној конференцији те су се у првом кругу плејофа сусрели са другопласираним Сан Антонио Спарсима. Након што су у првој утакмици победили резултатом 93:87, Спарси су однели победу у идуће четири утакмице и прошли у други круг а касније и освојили NBA титулу.

### Сезона 2005/06.
У сезони 2005/06. Ентони је одиграо 80 утакмица и при томе остварио просек од 26,5 поена (8. у NBA лиги), 4,9 скокова, 2,9 асистенција и 1,1 украдену лопту по утакмици. С тим осмим местом на листи најбољих стрелаца лиге, постао је први најбоље пласирани стрелац франшизе након сезоне 1990/91. и Мајкла Адамса који је био шести стрелац лиге. Дана 3. новембра 2005, у утакмици са Детроит Пистонсима, Ентони је остварио свој хиљадити скок у каријери, а само месец дана касније, Ентони је у поразу од Филаделфија Севентисиксерса постигао свој тадашњи рекорд каријере од 45 поена. 17. марта 2006, у утакмици с Мемфис Гризлисима, Ентони је постигао 33 поена и тиме је пробио границу од 5000 поена у каријери. С тим достигнућем постао је други најмлађи играч, иза Леброна Џејмса, коме је тако нешто успело. На крају месеца марта, Нагетси су имали скор 11-5, а Ентони је за своје сјајне партије добио награду за најбољег NBA играча у месецу марту. Такође је и остварио награду за играча недеље Западне конференције у периоду од 13. марта 2006. до 19. марта 2006. године. Током сезоне Ентони се показао као сјајан одлучујући играч будући да је у пет утакмица постизао одлучујуће кошеве у последњим тренуцима и својој екипи доносио важне победе.
На крају сезоне Ентони је изабран у најбољу трећу петорку NBA лиге, заједно са Шон Мерионом, Јао Мингом, Аленом Ајверсоном и Гилбертом Аренасом. Нагетси су сезону завршили освајањем Северозападне дивизије и заузимањем трећег места на Западу. У првом кругу плејофа сусрели су се са шестопласирани Лос Анђелес Клиперсима. Клиперси су у серију ушли као фаворити будући да су имали бољи скор у регуларном делу (47-35 напрема 44-38) те су то и оправдали двема победама на домаћем терену. У трећој утакмици Нагетси побеђују, али зато губе у четвртој те Клиперси добијају велику предност у серији 3-1. У последњој, петој, утакмици серије Клиперси убедљиво побеђују и избацују Нагетсе из плејофа.

### Сезона 2006/07.
У сезони 2006/07. Ентони је остварио 65 наступа те је просечно постизао 28,9 поена (2. у NBA лиги), 6 скокова, 3,8 асистенција и 1,2 украдене лопте по утакмици. Већ у осмој утакмици сезоне, победа над Торонто Репторсима 117:109, Ентони је изједначио рекорд франшизе по броју узастопних утакмица са минимално 30 поена, са својих шест. Пре Ентонија, то је једино успело Алексу Инглишу у сезони 1982/83. У следећој утакмици, 21. новембра 2006, против Чикаго Булса, Ентони је постигао 29 поена па је тиме прекинуо низ од шест узастопних утакмица са 30 или више поена, али је и тиме пропустио срушити Инглишов рекорд. Након победе у Чикагу, Ентони је поново заређао шест узастопних утакмица са 30 или више поена, али је у седмој, против Атланта Хокса, поново заказао и постигао 24 поена чиме није успео да постави нови рекорд франшизе. 16. децембра 2006, током утакмице са Њујорк Никсима, Ентони је учествовао у масовној тучи која га је довела до суспензије од 15 утакмица неиграња. Разлог суспензији било је ударање Мардија Колинса у лице. Убрзо након те туче, Нагетси су обавили замену којом су у своје редове довели сјајног Алена Ајверсона, у нади да ће њих двојица створити сјајан и незаустављив тандем. У првој утакмици након суспензије, против Мемфис Гризлиса, Ентони је постигао 28 поена, а комбиновано са Ајверсоном 51 поен. 2. фебруара 2007. Ентони и његов саиграч Џеј Ар Смит били су уплетени у мању аутомобилску несрећу. На срећу ниједан играч није био повређен, а једине информације су биле те да је Смит возио ауто који је припадао управо Ентонију.
Три дана касније, у утакмици са Финикс Сансима, Ентони је постигао 31 поен, 10 скокова и 10 асистенција и тиме остварио свој први трипл-дабл учинак у каријери. Убрзо су изабране петорке за Ол-Стар утакмицу, али Ентони није био изабран. Међутим, Јао Минг и Карлос Бузер су били повређени и нису могли наступити стога је комесар NBA лиге, Дејвид Штерн, као замене изабрао управо Ентонија и Џоша Хауарда. У свом Ол-Стар дебију, Ентони је постигао 20 поена и 9 скокова и тиме је постао први Нагет након Антонија Мекдајса и сезоне 2000/01. који је изабран на Ол-Стар утакмицу. Током сезоне Ентони је чак три пута изабран за играча недеље те једном за играча месеца априла будући да је своју екипу током тог месеца одвео до скопа 10-1. На крају сезоне Ентони је изабран другу сезону заредом у Ол-NBA трећу петорку и ту се придружио Двејну Вејду, Кевину Гарнету, Чонсију Билапсу и Двајт Хауард. Нагетси су сезону завршили на шестом месту па су се у првом кругу плејофа срели са трећепласираним Сан Антонио Спарсима. Тиме се поновио двобој тих две екипе из 2005. године. У првој утакмици Нагетси су изненађујуће победили резултатом 95:89, али су у идуће четири утакмице изгубили и тако су четврту годину заредом испали већ у првом кругу плејофа. Током серије са Спарсима, Ентони је просечно постизао 26,8 поена, 8,6 скокова, 1,2 асистенција и 1 украдену лопту по утакмици.

### Сезона 2007/08.
У сезони 2007/08. Eнтони је одиграо 77 утакмица и просечно постизао 25,7 поена (4. у NBA лиги), 7,4 скокова, 3,4 асистенција и 1,3 украдених лопти по утакмици. 24. јануара 2008. Eнтони је изабран на Ол-Стар утакмицу, али овог пута као стартер. Eнтони је био водећи у гласању Западне конференције са 1.723.701 гласом, а други у укупном гласању иза Кобија Брајнта који је сакупио 2.004.940 гласова. 8. фебруара 2008. Eнтони је, у победи 111:100 над Вашингтон Визардсима, заблистао и утакмицу окончао са тадашњим учинком каријере од 48 поена. Током утакмице Eнтони је имао сјајан шут и из игре шутирао 19/25 што значи са 76% успешности. 27. марта 2008. Eнтони је у утакмици с Далас Мавериксима постигао свој 9000-ти поен. Нагетси су сезону завршили са скором 50-32, трећим најбољим у историји франшизе. Такође то је било први пут након сезоне 1987/88. да су Нагетси остварили 50 победа у сезони. Тим односом Нагетси су заузели тек осмо место на Западу. То је уједно био највећи скор неке екипе на осмом месту у историји NBA лиге. У првом кругу плејофа Нагетси су се срели с првопласираним Лос Анђелес Лејкерсима. Међутим без већег отпора, Нагетси су уверљиво поражени од стране Лејкерса резултатом серије 4-0. Током те серије Eнтони је просечно постизао 22,5 поена, 9,5 скокова, 2 асистенције и 0,5 украдених лопти по утакмици.

### Сезона 2008/09.
У сезони 2008/09. Ентони је просечно постизао 22,8 поена, 6,8 скокова, 3,4 асистенција и 1,1 украдених лопти по утакмици. 10. децембра 2008, у победи над Минесота Тимбервулвсима, Ентони је постигао 33 поена у трећој четвртини и тиме изједначио 20 година стар рекорд Џорџа Гервина по броју поена у једној четвртини утакмице. Ентони је у трећој четвртини из игре шутирао 12/15, тј с 80% успешности и утакмицу завршио са 41 поеном, 11 скокова, 3 асистенције и 4 украдене лопте. 4. јануара 2009. Ентони је током утакмице са Индијана Пејсерсима, сломио кост у руци. Након утакмице са Индијана Пејсерсима, Ентони је од стране клуба кажњен са једном утакмицом неиграња због неприхватања тренерове одлуке да изађе из игре. 30. јануара 2009. Ентони се вратио у екипу и у утакмици с Шарлот Бобкетсима постигао 19 поена.
Нагетси су сезону завршили са најбољим скором у историји франшизе 54-28 и другим местом на Западу. У првом кругу плејофа Нагетси су се срели с Њу Орлеанс Хорнетсима. Нагетси су одиграли убедљиву серију, укључујући и победу од 58 разлике, те су победили Хорнетсе у пет утакмица. Тиме су Нагетси након неколико узастопних неуверљивих наступа и испадања у плејофу прошли у други круг плејофа. После пете утакмице Ентони је изјавио: „То, коначно ... Требало ми је пет година да скинем тај велики терет и верујте осећај је сјајан." У другом кругу доигравања чекали су их Далас Маверикси. Нагетси су опет одиграли сјајну серију и осигурали победу у пет утакмица и улазак у финале Западне конференције по први пут након 1985. године. Ентони је у тандему са Билапсом серију одиграо сјајно и у трећој утакмици својим кошем у последњим тренуцима утакмице донео важну победу Нагетсима. У финалу Западне конференције чекали су их Лос Анђелес Лејкерси. Лејкерси су ипак били прејак противник за Нагетсе те су однели победу у шест утакмица. Тиме су Лејкерси ушли у финале а касније и освојили свој 15. NBA трофеј.

### Сезона 2009/10.
У прве две утакмице сезоне, Ентони је укупно постигао 71 поен. У првој утакмици против Јута Џеза, Ентони је постигао 30, док је у другој, против Портланд Трејлблјезерса, постигао чак 41 поен. Ентони је тиме постао један од петорице играча Нагетса који су у прве две утакмице сезоне укупно постигли више од 60 поена. Такође то је било први пут од сезоне 1987/88. да су Нагетси у сезону кренули са скором 2-0. У трећој утакмици, против Гризлиса, Ентони је с 42 поена помогао екипи да оствари победу 133:123. То је такође било по прв пут након сезоне 1985/86. да су Нагетси у сезону кренули са скором 3-0. За своје заслуге наведене, Ентони је изабран за играча недеље. У 15. утакмицу сезоне, Ентони је ушао с просеком од 30,2 поена по утакмици и као једини играч сезоне који је у свим утакмицама сезоне постигао 20 или више поена. Тако је против Минесота Тимбервулвса постигао 22 поена и тиме престигао Инглиша по броју узастопних утакмица са минимално 20 поена. 27. новембра 2009. у утакмици са Њујорк Никсима, Ентони је остварио учинак каријере од 50 поена а томе је придодао још 6 скокова и 5 асистенција. Уз Ентонија, најрасположенији у редовима Нагетса био је и Чонси Билапс који је постигао 32 поена. Тако су Ентони и Билапс постали 3. тандем који је на утакмици имао 50-30 поена. На идућој утакмици, против Минесота Тимбервулвса, Ентони постиже 19 поена у првој четвртини и тиме изједначује учинак сезоне по броју постигнутих поена у једној четвртини утакмице. 21. јануара 2010, Ентони је, трећи пут у каријери, изабран на Ол-Стар утакмицу и предводио је Запад с 27 поена и 10 асистенција. Међутим, Запад је, у напетој завршници, изгубио резултатом 141:139. 18. фебруара 2010, у првој утакмици након Ол-Стар паузе, Нагетси су се сусрели с водећом екипом лиге, Кливленд Кавалирсима. И пре саме утакмице, новинари су предвиђали велико надметање између две звезде екипе, Џејмса и Ентонија. Као што је и предвиђано, обојица су остварили сјајне бројке, а утакмица је била неизвесна до самог краја. Џејмс је постигао 43 поена, 13 скокова, 15 асистенција, 2 украдене лопте и 4 блокаде док је Ентони постигао 40 поена, 6 скокова, 7 асистенција, 1 украдену лопту и 2 блокаде. Иако је Џејмс остварио боље бројке, Ентони је, погодивши шут 1,09 секунди пре краја, донео својој екипи победу резултатом 118:116. У победи над Њу Орлеанс Хорнетсима, 18. марта 2010, Ентони је, уз 26 поена, остварио учинак каријере од 18 скокова. Недељу дана касније, у утакмици са Торонто Репторсима, Ентони је са звуком сирене донео својој екипи победу па су Нагетси до краја сезоне остварили скор 53-29. У првом кругу плејофа, Нагетси су се сусрели с Јута Џез, а у првој утакмици серије, Ентони је постигао учинак каријере у плејофу са 42 поена. Тим учинком, Ентони је изједначио рекорд франшизе по броју постигнутих поена у једној утакмици плејофа. Међутим, Нагетси су испустили почетно вођство и изгубили резултатом серије 4-2.

### Сезона 2010/11.
15. новембра 2010, Ентони је постигао 20 кошева и забележио рекорд каријере од 22 скока против Финикс Санса. Погодио је и победнички кош против Чикаго Булса 26. новембра 2010.. У децембру 2010, Ентони је пропустио 5 утакмица због смрти сестре Мишел. У екипу се вратио 1. јануара 2011..

### Њујорк Никс (2011–2017)
22. фебруара 2011, Ентони је мењан у Њујорк Никсе у великој размени играча Њујорк Никса, Денвер Нуггетса и Минесота Тимбервулвса 
Кармело је мењан у Никсе са Денверовим плејмејкером Чонсијем Билапсом, како би играо са Амареом Стоудемајером, који је већ био у Никсима. Ентони је узео дрес са бројем 7, зато што је његов број 15 из Денвера пензионисан у Никсима. Прву утакмицу за нови тим одиграо је против Милвоки бакса у којој је постигао 27 кошева, 10 скокова и једну асистенцију. У другој утакмици плејофа у Бостону, изједначио је учинак каријере у плејофу од 42 коша. Имао је и 17 скокова и 6 асистенција у поразу Никса. Бостон Селтикси су прошли даље победивши у свакој од 4 утакмице у првом кругу плејофа против Никса.

### Оклахома Сити Тандер (2017–2018)
22. септембра 2017. године, Кармело Ентони је мењан у Оклахому Сити Тандер за Енеса Кантера, Дага Мекдермонта и пика 2. рунде НБА драфта 2018. године.

## Америчка репрезентација
У лето 2002. Ентони је изабран за учешће на Светском јуниорском првенству. У пет одиграних сусрета, Ентони је био на просеку од 15,6 поена и 6,2 скокова за само 22,2 минута. У првом сусрету такмичења, против Доминиканске Републике, постигао је 15 поена и 9 скокова чиме је одвео свој тим до победе. У другој утакмици, Ентони је за само 21 минут уписао 21 поен и 7 скокова. У полуфиналном поразу од Венецуеле, Ентони је постигао 13 поена и 10 скокова те је у сусрету за треће место одвео екипу до бронзане медаље. На Олимпијским играма 2004. године, одиграо је споредну улогу у тиму и просечно је постизао само 2,4 поена и 1,6 асистенција. Током Светског првенства у Јапану 2006. године, Ентони је именован, заједно с Двејном Вејдом и Леброном Џејмсом другим капитеном тима. 23. августа 2006. Ентони је, у утакмици против Италије, поставио рекорд репрезентације по броју поена у једној утакмици са својих 35. До тада, тај рекорд држао је Кени Андерсон са 34 поена. Ентони је такмичење завршио са просеком од 19,9 поена, 3,7 скокова и 1,6 асистенција по утакмици чиме је изабран у екипу такмичења. Упркос Ентонијевим сјајним играма, тим САД освојио је тек треће место. На Олимпијским играма у Пекингу 2008. године, Ентони је заједно с осталим звездама NBA лиге одвео екипу до савршеног 8-0 скора и освајања толико жељене златне медаље. У финалној утакмици такмичења репрезентација САД победила је Шпанију резултатом 118:107, а Ентони је утакмицу завршио са 13 поена. На Олимпијским играма у Лондону 2012. године Ентони је опет освојио злато са селекцијом САД.

## Успеси

### Репрезентативни
- Олимпијске игре:  2008, 2012, 2016,  2004.
- Светско првенство:  2006.
- Америчко првенство:  2007.

### Појединачни
- НБА Ол-стар меч (10): 2007, 2008, 2010, 2011, 2012, 2013, 2014, 2015, 2016, 2017.
- Идеални тим НБА — друга постава (2): 2009/10, 2012/13.
- Идеални тим НБА — трећа постава (4): 2005/06, 2006/07, 2008/09, 2011/12.
- Идеални тим новајлија НБА — прва постава: 2003/04.
- Најкориснији играч НБА руки челенџа: 2005.

## NBA статистика

### Регуларни део
| Година   | Клуб   | Одиг. ута. | Ута. поч. | Мин. | 2P%  | 3P%  | Сл. бац.% | Скок. | Асист. | Укр. лоп. | Блок. | Поена |
| -------- | ------ | ---------- | --------- | ---- | ---- | ---- | --------- | ----- | ------ | --------- | ----- | ----- |
| 2003/04. | Денвер | 82         | 82        | 36,5 | 42,6 | 32,2 | 77,7      | 6,1   | 2,8    | 1,2       | 0,5   | 21,0  |
| 2004/05. | Денвер | 75         | 75        | 34,8 | 43,1 | 26,6 | 79,6      | 5,7   | 2,6    | 0,9       | 0,4   | 20,8  |
| 2005/06. | Денвер | 80         | 80        | 36,8 | 48,1 | 24,3 | 80,8      | 4,9   | 2,7    | 1,1       | 0,5   | 26,5  |
| 2006/07. | Денвер | 65         | 65        | 38,2 | 47,6 | 26,8 | 80,8      | 6,0   | 3,8    | 1,2       | 0,3   | 28,9  |
| 2007/08. | Денвер | 77         | 77        | 36,4 | 49,2 | 35,4 | 78,6      | 7,4   | 3,4    | 1,3       | 0,5   | 25,7  |
| 2008/09. | Денвер | 66         | 66        | 34,3 | 44,3 | 37,1 | 79,3      | 6,8   | 3,4    | 1,1       | 0,4   | 22,8  |
| 2009/10. | Денвер | 69         | 69        | 38,2 | 45,8 | 31,6 | 83,0      | 6,6   | 3,2    | 1,3       | 0,4   | 28,2  |
| 2010/11. | Денвер | 50         | 50        | 35,5 | 45,2 | 33,3 | 82,3      | 7,6   | 2,8    | 0,9       | 0,6   | 25,2  |
| 2010/11. | Њујорк | 27         | 27        | 36,2 | 46,1 | 42,4 | 87,2      | 6,7   | 3,0    | 0,9       | 0,6   | 26,3  |
| 2011/12. | Њујорк | 55         | 55        | 34,1 | 43,0 | 33,5 | 80,4      | 6,3   | 3,6    | 1,1       | 0,4   | 22,6  |
| каријера |        | 646        | 646       | 36,2 | 45,6 | 32,2 | 80,5      | 6,3   | 3,1    | 1,1       | 0,5   | 24,7  |
| Ол стар  |        | 5          | 4         | 25,6 | 53,2 | 12,5 | 63,6      | 8,4   | 1,2    | 0,8       | 0,2   | 18,4  |

### Плејоф
| Година   | Клуб   | Одиг. ута. | Ута. поч. | Мин. | 2P%  | 3P%  | Сл. бац.% | Скок. | Асист. | Укр. лоп. | Блок. | Поена |
| -------- | ------ | ---------- | --------- | ---- | ---- | ---- | --------- | ----- | ------ | --------- | ----- | ----- |
| 2003/04. | Денвер | 4          | 4         | 35,8 | 32,8 | 18,2 | 80,0      | 8,3   | 2,8    | 1,2       | 0,0   | 15,0  |
| 2004/05. | Денвер | 5          | 5         | 36,0 | 42,2 | 00,0 | 81,3      | 5,4   | 2,0    | 0,6       | 0,2   | 19,2  |
| 2005/06. | Денвер | 5          | 5         | 38,6 | 33,3 | 00,0 | 75,0      | 6,6   | 2,8    | 0,8       | 0,2   | 21,0  |
| 2006/07. | Денвер | 5          | 5         | 42,0 | 48,0 | 50,0 | 79,5      | 8,6   | 1,2    | 1,0       | 0,0   | 26,8  |
| 2007/08. | Денвер | 4          | 4         | 36,5 | 36,4 | 25,0 | 82,8      | 9,5   | 2,0    | 0,5       | 0,2   | 22,5  |
| 2008/09. | Денвер | 16         | 16        | 38,3 | 45,3 | 36,4 | 82,6      | 5,8   | 4,1    | 1,8       | 0,6   | 27,2  |
| 2009/10. | Денвер | 6          | 6         | 42,3 | 46,4 | 31,6 | 87,7      | 8,5   | 3,2    | 2,0       | 0,5   | 30,7  |
| 2010/11. | Њујорк | 4          | 4         | 39,0 | 37,5 | 34,6 | 85,3      | 10,3  | 4,8    | 1,2       | 0,8   | 26,0  |
| 2011/12. | Њујорк | 5          | 5         | 40,8 | 41,9 | 22,2 | 75,6      | 8,2   | 2,2    | 1,2       | 0,2   | 27,8  |
| Каријера |        | 54         | 54        | 38,8 | 41,9 | 32,7 | 81,5      | 7,4   | 3,0    | 1,3       | 0,4   | 24,9  |